# Киряшова, Александра Александровна
Александра Александровна Киряшова (род. 21 августа 1985 года, Ленинград) — российская прыгунья с шестом. Двукратная победительница Универсиад (2007, 2011). Чемпионка России в помещении 2011 года. Мастер спорта России международного класса.

## Биография и карьера
Александра родилась 21 августа 1985 года в Ленинграде. Её родители — заслуженные тренеры России по спортивной гимнастике Александр Васильевич Киряшов (1949—2020) и Вера Иосифовна Киряшова (род. 1950). Окончив 9 классов общеобразовательной школы, Александра перешла в школу олимпийского резерва, где получила среднее образование. После СДЮШОР 5 лет училась в Национальном государственном университете физической культуры, спорта и здоровья имени П. Ф. Лесгафта, затем окончила Санкт-Петербургский государственный университет.
Дебютировала на международной арене в 2001 году. Многократный призёр чемпионатов России. В 2013 году на Универсиаде в Казани заняла лишь 7 место. Закончила спортивную карьеру в 2014 году.

## Основные результаты

### Международные
| Год  | Соревнования                                | Место проведения          | Место  | Результат |
| ---- | ------------------------------------------- | ------------------------- | ------ | --------- |
| 2001 | Чемпионат мира среди юношей                 | Дебрецен, Венгрия         | 2      | 4,00 м    |
| 2001 | Европейский юношеский Олимпийский фестиваль | Мурсия, Испания           | 1      | 4,00 м    |
| 2003 | Чемпионат Европы среди юниоров              | Тампере, Финляндия        | 3      | 4,15 м    |
| 2004 | Чемпионат мира среди юниоров                | Гроссето, Италия          | —      | NM        |
| 2007 | Чемпионат Европы в помещении                | Бирмингем, Великобритания | 16 (q) | 4,25 м    |
| 2007 | Чемпионат Европы среди молодёжи             | Дебрецен, Венгрия         | 1      | 4,50 м    |
| 2007 | Универсиада                                 | Бангкок, Таиланд          | 1      | 4,40 м    |
| 2009 | Чемпионат Европы в помещении                | Турин, Италия             | 4      | 4,50 м    |
| 2009 | Чемпионат мира                              | Берлин, Германия          | 9      | 4,40 м    |
| 2009 | Всемирный легкоатлетический финал           | Салоники, Греция          | —      | NM        |
| 2011 | Чемпионат Европы в помещении                | Париж, Франция            | 6      | 4,60 м    |
| 2011 | Универсиада                                 | Шэньчжэнь, Китай          | 1      | 4,65 м    |
| 2012 | Чемпионат Европы                            | Хельсинки, Финляндия      | 8      | 4,40 м    |
| 2013 | Универсиада                                 | Казань, Россия            | 7      | 4,20 м    |

### Национальные
| Год  | Соревнования                                         | Место проведения | Место | Результат |
| ---- | ---------------------------------------------------- | ---------------- | ----- | --------- |
| 2005 | Чемпионат России по лёгкой атлетике 2005             | Тула             | 3     | 4,20 м    |
| 2006 | Чемпионат России по лёгкой атлетике в помещении 2006 | Москва           | 5     | 4,20 м    |
| 2006 | Чемпионат России по лёгкой атлетике 2006             | Тула             | 5     | 3,90 м    |
| 2007 | Чемпионат России по лёгкой атлетике в помещении 2007 | Волгоград        | 3     | 4,40 м    |
| 2007 | Чемпионат России по лёгкой атлетике 2007             | Тула             | 5     | 4,40 м    |
| 2008 | Чемпионат России по лёгкой атлетике 2008             | Казань           | 5     | 4,40 м    |
| 2009 | Чемпионат России по лёгкой атлетике в помещении 2009 | Москва           | 2     | 4,50 м    |
| 2009 | Чемпионат России по лёгкой атлетике 2009             | Чебоксары        | 4     | 4,50 м    |
| 2010 | Чемпионат России по лёгкой атлетике в помещении 2010 | Москва           | 3     | 4,65 м    |
| 2011 | Чемпионат России по лёгкой атлетике в помещении 2011 | Москва           | 1     | 4,50 м    |
| 2011 | Чемпионат России по лёгкой атлетике 2011             | Чебоксары        | 5     | 4,20 м    |
| 2012 | Чемпионат России по лёгкой атлетике в помещении 2012 | Москва           | 2     | 4,42 м    |
| 2012 | Чемпионат России по лёгкой атлетике 2012             | Чебоксары        | 3     | 4,55 м    |
| 2013 | Чемпионат России по лёгкой атлетике в помещении 2013 | Москва           | 5     | 4,30 м    |
| 2013 | Чемпионат России по лёгкой атлетике 2013             | Москва           | 6     | 4,10 м    |
| 2014 | Чемпионат России по лёгкой атлетике в помещении 2014 | Москва           | 7     | 4,30 м    |
| 2014 | Чемпионат России по лёгкой атлетике 2014             | Москва           | 6     | 4,35 м    |